# Gmina Hayes (hrabstwo Buena Vista)

Położenie Gminy Hayes w hrabstwie Buena Vista

Gmina Hayes (ang. Hayes Township) – gmina w USA, w stanie Iowa, w hrabstwie Buena Vista. Według danych z 2000 roku gmina miała 1144 mieszkańców.